# فلورية رنين نووي
فلورية الرنين النووي في الفيزياء (بالإنجليزية: Nuclear resonance fluorescence)
هو نوع من الرنين في النواة الذرية عند امتصاصها لشعاع غاما حيث يتوافق تردد الشعاع الممتص مع أحد التراددات الذاتية للنواة. يقترن إصدار نواة الذرة لشعاع غاما أو امتصاصها له بدفعة عكسية للنواة ناتجة عن احترام قانون انحفاظ كمية الحركة.
يحدث الامتصاص الرنيني بين الأنوية الذرية بطريق إصدار الأشعة أو امتصاصها فقط عند سرعات معينة لحركة الذرات. وتنشأ تلك السرعات الخصوصية كجزء من الحركة الحرارية للذرات في المادة وتكون نسبتها قليلة من بين توزيع السرعات المختلفة الممكنة (توزيع بولتزمان). فإذا كانت الأنوية الذرية مرتبطة ببعضها البعض في نظام بلوري فيمكن للبلورة ككل تلقي الردة العكسية، (أنظر تأثير موسباور).

## صفات التفاعل
تنتج تفاعلات فلورية الرنين النووي عن امتصاص النواة الذرية لشعاع غاما عالي الطاقة ثم اصدارها لها مباشرة. يحدث ذلك غالبا في أنوية الذرات الثقيلة مثل نواة ذرة اليورانيوم وذرة الثوريوم حيث يكون شعاع غاما ذو طاقة نحو 1 مليون إلكترون فولت أو أكثر. فعندما يصتدم شعاع غاما بنواة الذرة يجعلها في حالة إثارة أي أن نظامها يكتسب طاقة وتصبح النواة الذرية في مستوى طاقة أعلى (نقول شعاع غاما بالمعنى المقصود أي شعاع غاما واحد، حيث كل شعاع يكوّن في نفس الوقت فوتونا. وكما يحدث عند إثارة إلكترون الذرة فإن النواة تحاول الهبوط إلى حالتها القاعية عن طريق إصار فوتونا ذو طاقة عالية أو عدة فوتونات تكون ذات طاقات قليلة.
ولذلك يستخدم فلورية الرنين النووي في مطيافية قياس أشعة غاما. وهي تمكّن من التعرف على نوع النواة الذرية من خلال قياس توزيع قمم إصدار أشعة غاما الصادرة من النواة.

وكلما زادت طاقة شعاع غاما تقل المسافات بين مستويات الطاقة في النواة. وعندما تكون طاقة النواة عالية بسبب امتصاصها فوتون غاما ذو طاقة أعلى من 1 ميجا إلكترون فولت، فهي تصدر عدة فوتونات ويكون مجموع طاقات الفوتونات التي تصدرها مساويا لطاقة الفوتون الممتص. ولهذا تسمى فلورية حيث أن امتصاص فوتونا واحدا شديد الطاقة ينتج عنه إصدار عديد من الفوتونات ذات طاقات أقل.

## اقرأ أيضا
- امتصاص رنيني
- مقطع تصادم (فيزياء)
- مقطع نووي
- مقطع نيوتروني
- نفاذية (علم البصريات)
- توهين
- أشعة سينية عالية الطاقة
- معامل التهدئة
- طيف امتصاص
- حيود

1. ↑  P. G. Hansen, B. Jonson, and A. Richter, Nucl. Phys. A 518, 13 (1990)
2. ↑  NNSA - Science نسخة محفوظة 04 مارس 2016 على موقع واي باك مشين.